# هارولد إليس
هارولد إليس (13 مارس 1883 - 1962)  (بالإنجليزية: Harold Ellis)‏ هو لاعب كريكت بريطاني (وحمل سابقاً جنسية المملكة المتحدة لبريطانيا العظمى وأيرلندا).